# آلفوردز پوینت، نیو ساوت ولز
آلفوردز پوینت (به انگلیسی: Alfords Point) یک حومه شهر در استرالیا است که در نیو ساوت ولز واقع شده‌است.